# Février 1792

## Événements
- 1er février,  France : décret sur les passeports qui rétablit le contrôle interne de la circulation.

- 7 février : alliance défensive  entre la Prusse et l’Autriche contre la Pologne et la France révolutionnaire[1].

- 10 février : début de l'éruption du volcan Unzen, au Japon, 15 000 morts (éruption, glissement de terrain, puis tsunami le 25 mai)[2]. Elle se termine le 22 juillet.

- 16 février : mort de Mulay-el-Yazid des suites de ses blessures après qu'il a pris Marrakech à son frère Mulay Hicham[3]. Leur frère Mulay Slimane est proclamé sultan du Maroc à Fès (fin en 1822). Il se heurte à l’hostilité de ses trois frères, Mulay Moslana dans le nord, Mulay Hicham (région de Safi) et Mulay el-Hossaïn (région de Marrakech). Mulay Slimane s’efforce de reconstituer l’unité du Maroc. Après avoir établi solidement son autorité à Fès, il soumet d’abord la région montagneuse du Maroc septentrional tenue par Mulay Moslana, puis se tourne vers ses deux autres frères, qui se combattent dans le sud, et prend Marrakech en 1796. À l’extérieur, il se rapproche de la France dans l’espoir d’éviter une intervention britannique au Maroc et de conjurer la menace turque.

- 20 février, États-Unis : une loi sur les services postaux qui établit le Département de la Poste des États-Unis est signée par le Président George Washington.

- 27 février : Oran est reprise aux Espagnols par la régence d'Alger[4].

- 28 février, Espagne : après la disgrâce des ministres Campomanes et de Floridablanca, le comte d’Aranda (1718-1798) est appelé aux affaires pour renouer les liens avec la France[5]. Il poursuit cependant la même politique anti-libérale et anti-française.

## Naissances
- 12 février : Ferdinand de Braekeleer, peintre et graveur belge († 16 mai 1883).
- 17 février : Karl Ernst von Baer (mort en 1876), biologiste germano-balte.
- 19 février : Roderick Murchison (mort en 1871), géologue britannique.
- 29 février : Gioachino Rossini, compositeur italien.

## Décès
- 14 février : Domenico Troili (né en 1722), abbé, jésuite et astronome italien[6].
- 21 février : Nicolas Guy Brenet, peintre et graveur français (° 1er juillet 1728).
- 23 février : Sir Joshua Reynolds, peintre britannique (° 16 juillet 1723).